# 최승인
최승인(1991년 3월 5일 ~ )은 대한민국의 축구 선수이며 포지션은 공격수이다.

## 축구인 경력

### 선수 경력
유스 시절부터 부산 아이파크의 산하 유스팀인 신라중학교와 동래고등학교에서 활약하며 중학생 신분으로 K리그 2군 리그인 R리그에 출전하여 공격 포인트를 올리는 등 기대를 받았다.
2011년 쇼난 벨마레에 입단하였으나 쇼난 입단 직후 장기 부상을 입어 큰 활약을 보이지 못했고 실업 리그인 일본 풋볼 리그의 츠바이겐 가나자와로 임대 이적하였다. 2011년 쇼난에서 방출된 후 K리그 드래프트에 지원하였으나 지명받지 못하였고 챌린저스리그 청주 직지 FC에 입단했고 당시 감독인 김종현 감독의 지도하에 자신감과 경기력을 끌어 올리게 됐다.
2013년 드래프트에서 입단 테스트 끝에 강원 FC에 입단하였다. 2013 시즌 상주 상무와의 승강 플레이오프에서 2골을 기록하며 분전하였으나 팀의 강등을 막지는 못하였다.
2016시즌을 앞두고 K리그2의 부산 아이파크로 이적했다.